# Harriet Tubman
Harriet Tubman, ameriška borka za osvoboditev sužnjev, * okoli 1820, okrožje Dorchester, Maryland, ZDA, kot Araminta Ross, † 10. marec 1913, Auburn, New York, ZDA.

## Mladost, pobeg in abolicionizem
V suženjstvo se je rodila okoli leta 1820 - podatka ni moč preveriti, ker ni rojstnega lista; sama je trdila, da okoli 1825 - kot Araminta Ross Pozneje je prevzela materino ime Harriet in se okoli leta 1844 poročila s svobodnjakom Johnom Tubmanom. Leta in leta je morala prenašati nehumano ravnanje različnih lastnikov in njihovih hlapcev; pri 12. letih ji je nadzornik zalučal v glavo kilogramsko utež, ker ni želela pomagati pri kaznovanju pobeglega sužnja, zaradi česar je vse do smrti trpela za napadi narkolepsije.
Ko je leta 1849 po smrti lastnika slišala, da bodo sužnje na plantaži prodali, je svojo usodo vzela v svoje roke in pobegnila na sever ter zapustila moža, ki ji ni želel slediti. Na begu so ji pomagali sočutni kvekerji, člani abolicionističnega gibanja, ki so vzdrževali Underground Railroad (dobesedno angleško podtalna železnica), tajno organizacijo, ki je spravljala sužnje s sužnjelastniškega Juga na svobodni Sever. Pozneje se je aktivno priključila Underground Railroad in postala ena njihovih najuspešnejših vodnikov. V 19 odpravah je osebno pripeljala okoli 300 sužnjev v svobodo, med njimi tudi svoja ostarela starša. Nikoli je niso ujeli in, po lastnih besedah, »nikoli ni izgubila potnika«, kljub temu, da so na njeno glavo razpisali tiralico na najvišjo vsoto za kateregakoli vodnika - kar 40.000 dolarjev (upoštevajoč inflacijo bi leta 2005 to zneslo od pol milijona do nekaj milijonov evrov). Med sužnji in abolicionisti je bila zaradi svojih vodniških sposobnosti znana pod vzdevkom Mojzes. Med ameriško državljansko vojno je, poleg tega, da je delala kot kuharica in bolniška sestra, služila tudi kot vohunka za Sever. Tudi tokrat je niso ujeli in tudi med vojno je pomagala na stotine ljudem prebegniti v svobodne zvezne države.

## Metode
Razlog njenih uspešnih podvigov tiči v njeni prekanjenosti, drznosti in neusmiljenosti pri sledenju izvrstno pripravljenih načrtov. Ko je, na primer, pregledovala kakšno pokrajino, je včasih kot varnostni ukrep s seboj nosila dve kokoši. Kadar se ji je zdelo, da ljudje postajajo sumljivi, je kokoši izpustila in jih spet lovila. To je zabavalo belce, ki so domnevali, da neučinkovita lovilka kokoši že ne more biti prekanjena tatica sužnjev.
Nekoč je na železniški postaji ugotovila, da lovci na sužnje opazujejo vlake, namenjene na sever, da bi ulovili njo in njeno skupino. Brez oklevanja je vso skupino vkrcala na vlak, ki je peljal na jug, saj je uspešno uganila, da njeni zasledovalci nikoli ne bi pričakovali umika na sovražno ozemlje. Pozneje je začrtano pot nadaljevala na varnejšem mestu.
Poleg tega je imela striktno politiko, da je, čeprav je cenila pogum sužnjev, ki so sprejeli njeno povabilo za tvegano pot na sever, ubila vsakega od njih, ki si je pozneje premislil in se je želel vrniti, da ne bi izdal skupine.

## Povojno civilno življenje
Harriet Tubman je še naprej delovala kot aktivistka za pravice Afroameričanov in žensk. Sarah Bradford je kot njena biografinja zapisala njene zgodbe, tako da je leta 1869 izdala knjigo Prizori iz življenja Harriet Tubman (izvirno Scenes in the Life of Harriet Tubman). To je precej omililo njeno žalostno finančno stanje - za njene vojaške in humanitarne zasluge še 30 let po vojni ni dobila nobene vladne pokojnine. Istega leta se je poročila z Nelsonom Davisom, 10 let mlajšim veteranom državljanske vojne.
Po smrti moža je na starost stanovala v auburnškem domu za črnce v stiski, ki ga je sama pomagala ustanoviti. Zgrajen je bil na ozemlju države New York, ki ji ga je prodal njen slavni prijatelj William H. Seward, bivši državni sekretar ZDA. Do svoje smrti za pljučnico v letu 1913 je še z zanosom pripovedovala zgodbe s svojih podvigov. Pokopali so jo z vojaškimi častmi.